# Vuelo 708 de Garuda Indonesia
El Vuelo 708 de Garuda Indonesia era un vuelo nacional de pasajeros programado en Indonesia por la aerolínea Garuda Indonesia desde Yakarta a Manado. El 16 de febrero de 1967, la aeronave se estrelló en el aeropuerto de Mapanget en Manado, matando a 22 de los 84 pasajeros y ocho tripulantes a bordo.

## Aeronave
La aeronave accidentada era un avión comercial Lockheed L-188 Electra con número de serie del fabricante 2021, número de línea 169, matrícula PK-GLB. La aerolínea recibió la aeronave en enero de 1961. La aeronave realizó su última inspección el 13 de noviembre de 1966 con un certificado de aeronavegabilidad válido hasta el 23 de junio de 1967. En el momento del accidente, la aeronave había acumulado 12.359 horas de vuelo.

## Vuelo y accidente
El vuelo 708 partió de Yakarta para un vuelo a Manado a través de Surabaya y Makassar. En el segundo tramo del vuelo, el mal tiempo en Makassar obligó a la tripulación a regresar a Surabaya. El vuelo continuó al día siguiente a Makassar y luego a Manado. El clima en Manado era base de nubes a 900 pies y 2 km de visibilidad. Se hizo una aproximación a la pista 18, pero después de pasar una colina a 200 pies por encima de la elevación de la pista y 2720 pies antes del umbral, el piloto se dio cuenta de que estaba demasiado alto y a la izquierda de la línea central. El morro bajó y la aeronave se ladeó a la derecha para interceptar la trayectoria de planeo. La velocidad disminuyó por debajo del umbral objetivo de 125 nudos y la aeronave, aún inclinada hacia la derecha, aterrizó pesadamente 156 pies antes del umbral de la pista. El tren de aterrizaje colapsó y la aeronave patinó y se incendió.

## Tripulación
El vuelo tenía cuatro tripulantes de cabina y cuatro tripulantes de cabina que consistían en un capitán, un primer oficial, un ingeniero de vuelo y un operador de radio. 
- El capitán de 36 años tenía una licencia de piloto de transporte de línea aérea con una habilitación de tipo para volar el Lockheed L-188C Electra. Había acumulado 8.054 horas de vuelo, incluidas 718 en el Electra. En los 90 días anteriores al accidente, había volado 205 horas, incluidas 150 en el Electra. Realizó una verificación de competencia para volar el tipo el 26 de noviembre de 1966 y pasó una verificación de salud el 1 de diciembre de 1966. Además, fue el único piloto en el vuelo que tuvo la experiencia para aterrizar el Electra en Manado.
- El primer oficial de 36 años también tenía una licencia de piloto de transporte de línea aérea con una habilitación de tipo para volar el Lockheed L-188C Electra. Había acumulado 8.336 horas de vuelo, incluidas 505 en el Electra. Pasó un control de salud el 3 de octubre de 1966.
- El ingeniero de vuelo de 28 años tenía una licencia de ingeniero de vuelo con una habilitación de tipo para volar en el Lockheed L-188C Electra y el Convair CV-340/440. Pasó un control de salud el 25 de julio de 1966.
- El operador de radio de 36 años era titular de una licencia de radiotelefonía emitida el 22 de noviembre de 1960. Pasó un control médico el 25 de julio de 1966.

## Causa probable
Se determinó que la causa probable del accidente fue una técnica de aterrizaje incómoda que resultó en una tasa excesiva de hundimiento en el aterrizaje. Entre los factores que contribuyeron estaban el pavimento irregular de la pista y el clima marginal en el momento del aterrizaje.